# The Secret Files of the Spy Dogs
The Secret Files of the Spy Dogs is een Amerikaanse-Zuid-Koreaanse animatieserie, geproduceerd door Saban Entertainment, en uitgezonden door Fox Kids. Het programma gaat over de 'Spy Dogs', een geheime organisatie van honden, opgericht om de mensheid te beschermen tegen het kwaad. De serie bestaat uit 22 afleveringen verdeeld over 2 seizoenen.

## Verhaal
De Spy Dogs zijn een geheime organisatie van honden die zich toeleggen op het beschermen van hun wereld, zonder hun baasjes op de hoogte te stellen van hun activiteiten, met behulp van een scala aan high-tech gadgets vermomd als gewone huisdieraccessoires, terwijl ze hun dekmantel behouden als schattige, gekke en soms luie huisdieren.